# Redes
Redes era un programa de televisió, que emetia la segona cadena de TVE els diumenges a les 20.00 hores. Aquest programa està dirigit i presentat per Eduard Punset, on es tracten temes sobre ciència, noves tecnologies i medicina entre d'altres. El programa tenia una durada d'una mitja hora, Eduard Punset entrevista amb preguntes clares i precises a personalitats del món de la ciència amb la intenció d'arribar d'una manera directa a les persones.
El programa es va estrenar el 23 de març de 1996 a La 2 de TVE. Durant la primera temporada es va produir a Madrid. Hi havia una tertúlia amb científics i col·laboradors en què s'exposaven les idees i també hi havia una entrevista de Punset a un expert del tema que s'havia de tractar. El programa va tenir una audiència baixa per les hores en què s'emetia (l'horari era irregular i s'emetia entre la 1 i les 3 de la matinada del dilluns). El 2007 TVE va decidir deixar d'emetre el programa per la seva audiència i l'últim programa es va emetre al novembre del 2007. Poc després la cadena va canviar la seva decisió i es va decidir que el programa tornaria amb un nou format. Una bona part dels antics programes no es poden trobar a Internet, i per això no es poden consultar, encara que hi ha una transcripció d'algunes entrevistes, tot i que no totes. Es van emetre 448 programes.
El nou programa es va estrenar a l'abril del 2008 i es va treure el plató i la tertúlia i Punset fa l'entrevista al lloc de treball o a la casa de l'expert. Durava 30 minuts. El 2009 es va canviar l'horari i el programa es va emetre els diumenges en horari de màxima audiència. En gener de 2014 es va deixar d'emetre.